# کولین وودل
کولین وودل (به انگلیسی: Colin Woodell) یک بازیگر آمریکایی است که بیشتر برای ایفای نقش «ایدن» در سریال اصیل‌ها شهرت دارد.

## تئاتر
وودل در کالج مقدماتی سنت ایگناتیوس در سانفرانسیسکو تحصیل کرد و اولین نمایش های تئاتر حرفه ای خود را در هنرستان تئاتر آمریکا به عنوان هنرجو آغاز کرد. وی به لس آنجلس نقل مکان کرد و در دانشکده هنرهای نمایشی در دانشگاه کالیفرنیای جنوبی تحصیل کرد و در آنجا کارشناسی هنرهای زیبا را در تئاتر بدست آورد.
در سال ۲۰۱۷، وودل نقش ادموند تایرون در تئاتر سفر دراز روز در شب در لس آنجلس بازی کرد و همچین در تئاتر برادوی «شهردر حال مرگ» در سال ۲۰۱۹ توسط کریستوفر شین ایفای نقش کرد.

## فیلم‌ها
- آغوش و بوسه (۲۰۱۶) در نقش ری
- دیوانه (۲۰۱۸) در نقش مارک
- جستجو (۲۰۱۸) در نقش اپراتور ۹۱۱
- آوای وحش (۲۰۲۰) در نقش چارلز
- بازمانده برگزیده (۲ قسمت) در نقش تایلر ریچموند
- پاکسازی در نقش ریک (نقش اصلی فصل اول)
- کارشناسان سکس (۵ قسمت) در نقش رونالد استورگیس
- خدمتکاران حیله‌گر (۱۳ قسمت) در نقش ایتن سنکلیر
- سی‌اس‌آی (قسمت: "Boston Brakes") در نقش باریستا
- ذهن‌های جنایتکار (قسمت: "Route 66") در نقش تامی بورنز